# 路易斯·阿尔韦托·拉卡列
路易斯·阿尔韦托·拉卡列·埃雷拉（西班牙語：Luis Alberto Lacalle Herrera，1941年7月13日—），乌拉圭政治家、曾任乌拉圭总统。

## 背景
拉卡列生于乌拉圭蒙得维的亚市。
他的母亲玛丽亚·霍坦西亚·德·赫莱拉·德·拉卡雷是白人政治领袖路易斯·阿尔韦托·德·赫莱拉的女儿，拉卡雷的名字就是以他的名字命名的。路易斯·阿尔韦托·拉卡勒在17岁时加入了国家党。1961年，他开始在《號角報》做记者，1964年毕业于共和国大学法学院。1971年，他被选为蒙得维多的代表，直到1973年政变，总统胡安·玛丽亚·博达贝里解散议会，他才卸任。
1984年当民主恢复，他被选举为参议员和副总统。

## 暗杀
1978年8月，拉卡列收到了三瓶有毒的葡萄酒，寄给了他自己和两名试图通过谈判摆脱军事政权的民族党成员(希伯和佩莱拉)。拉卡列的妻子警告他不要喝所收到的可疑的礼物，但希伯的母亲喝了一杯，马上就死了。这个案子至今仍未侦破。

## 参议院副议长
1984年民主恢复后，他被选为参议员，并成为参议院副议长。

## 总统

### 1989年大选
1989年，他与竞选伙伴冈萨罗·阿吉雷为自己的派别Herrerismo竞选总统。在随后1989年11月的选举中，国家党击败了对手红党(与几位总统候选人一起竞选:豪尔赫·巴特利、豪尔赫·帕切科·埃雷科和雨果·费尔南德斯·法因戈尔德)和广泛阵线(与总统候选人利伯·塞雷尼一起竞选)。拉卡列在本党获得最多选票，击败卡洛斯·胡里奥·佩雷拉和阿尔韦托·祖马兰，当选乌拉圭总统，于1990年3月1日就职，任期5年。

### 任期内
上任后，拉卡勒向议会提交了一项税收改革法案，该法案在红党支持下立即获得通过。销售税从21%增加到22%，所得税和其他一些税也增加了。在他执政期间，他鼓励自由市场计划，参与了布雷迪债券计划，以减轻外国债务义务，并与巴拉圭、巴西和阿根廷总统共同创立了南方共同市场，并于1991年通过《亚松森条约》生效。
1992年，他的一项最重要的举措，即将乌拉圭国有企业私有化的计划被全民公决否决，这使得对他的经济改革的支持遭受了沉重的打击。
在1994年的全国选举中，他选择了他的内政部长胡安·安德烈斯·拉米雷斯作为该党总统候选人。民族党在选举中以微弱劣势输给了红党。
赫克托·格罗斯·埃斯皮埃尔、塞尔吉奥·阿布瑞尤、胡安·安德烈斯·拉米雷斯、卡洛斯·卡特和伊格纳西奥·德·波萨达斯等几位杰出的政治家都参加了他的政府。